# Marco Polo (série de televisão)
Marco Polo é uma série de televisão dramática americana que fala sobre os primeiros anos de Marco Polo na corte de Cublai Cã, o grande cã do Império Mongol e fundador da Dinastia Iuã, que durou de 1271 a 1368. A série estreou na Netflix em 12 de Dezembro de 2014.
A série foi criada e produzida por John Fusco e é protagonizada por Lorenzo Richelmy como Marco Polo e com Benedict Wong no papel de Cublai Cã.  Com um investimento estimado em 90 milhões de dólares, Marco Polo foi a iniciativa mais custosa produzida pela Netflix. Muitos fãs comparam o ambiente de intrigas e sexo com o criado pela série Game of Thrones. A série é produzida pelo estúdio The Weinstein Company.

## Elenco e personagens
- Lorenzo Richelmy como Marco Polo, o filho de um mercador veneziano que viaja para a China e é detido na corte de Cublai Cã.
- Benedict Wong como Cublai Cã, o quinto Grão-cã do Império Mongol.
- Joan Chen como Imperatriz Chabi,[4] a esposa favorita de Cublai Cã e mais importante conselheira do Império Mongol.
- Rick Yune como Kaidu, primo e rival de Cublai Cã e chefe da Casa de Oguedai.
- Amr Waked como Yusuf, o vice-regente de Cublai Cã.[5]
- Remy Hii como Jingim, filho e herdeiro direto de Cublai Cã.
- Zhu Zhu como Nergui / Kököchin, camareira da Princesa Kököchin que se disfarça como a própria princesa.
- Tom Wu como Os Cem Olhos, um monge taoísta cego e sifu de Jingim e Marco Polo.
- Mahesh Jadu como Ahmad, um persa islâmico de Bucara e Ministro das Finanças do Império Mongol.
- Olivia Cheng como Jia Mei Lin, concubina do Imperador Lizong de Sung e irmã do Chanceler Jia Sidao.
- Uli Latukefu como Byamba, filho ilegítimo de Cublai Cã e general dos exércitos mongóis.
- Chin Han como Jia Sidao, chanceler dos imperadores Huaizong e Duzong e irmão de Mei Lin.[6]
- Pierfrancesco Favino como Niccolò Polo, um mercador veneziano e pai de Marco Polo.
- Ron Yuan como Nayan, tio de Cublai Cã e cristão nestoriano.
- Claudia Kim como Khutulun, filha guerreira de Caidu e sobrinha preferida de Cublai Cã.
- Jacqueline Chan como Shabkana, mãe de Caidu.
- Leonard Wu como Orus, filho de Caidu.
- Thomas Chaanhing como Gerel, cã leal a Caidu.
- Chris Pang como Arban (season 2), cã leal a Caidu.
- Gabriel Byrne como Papa Gregório X, chefe da Igreja Católica e soberano dos Estados Papais.
- Michelle Yeoh como Lotus, monja taoísta e preceptora do "menino-imperador" da Dinastia Sung.

## Temporadas e cancelamento
A primeira temporada estreou no dia 12 de dezembro de 2014, contando com 10 episódios. Depois, em 1 junho de 2016, foi estreada a segunda temporada, também com 10 episódios. A websérie foi cancelada pois não pôde ser renovada para uma terceira temporada para a Netflix até então. Segundo o site The Hollywood Reporter, as duas temporadas somaram US$ 200 milhões de prejuízo.